# Haus Salem
Haus Salem liegt im Stadtteil Niederlößnitz der sächsischen Stadt Radebeul in der Winzerstraße 34. Das Landhaus aus dem Jahr 1872 wurde in den 1910er Jahren durch die Diakonissenanstalt Dresden zum Schwestern-Erholungsheim umgebaut.
Im Jahr 2013 war das Anwesen an einen privaten Investor verkauft, der die Wohnhausgruppe umbaute und das restliche Anwesen nachverdichtete.

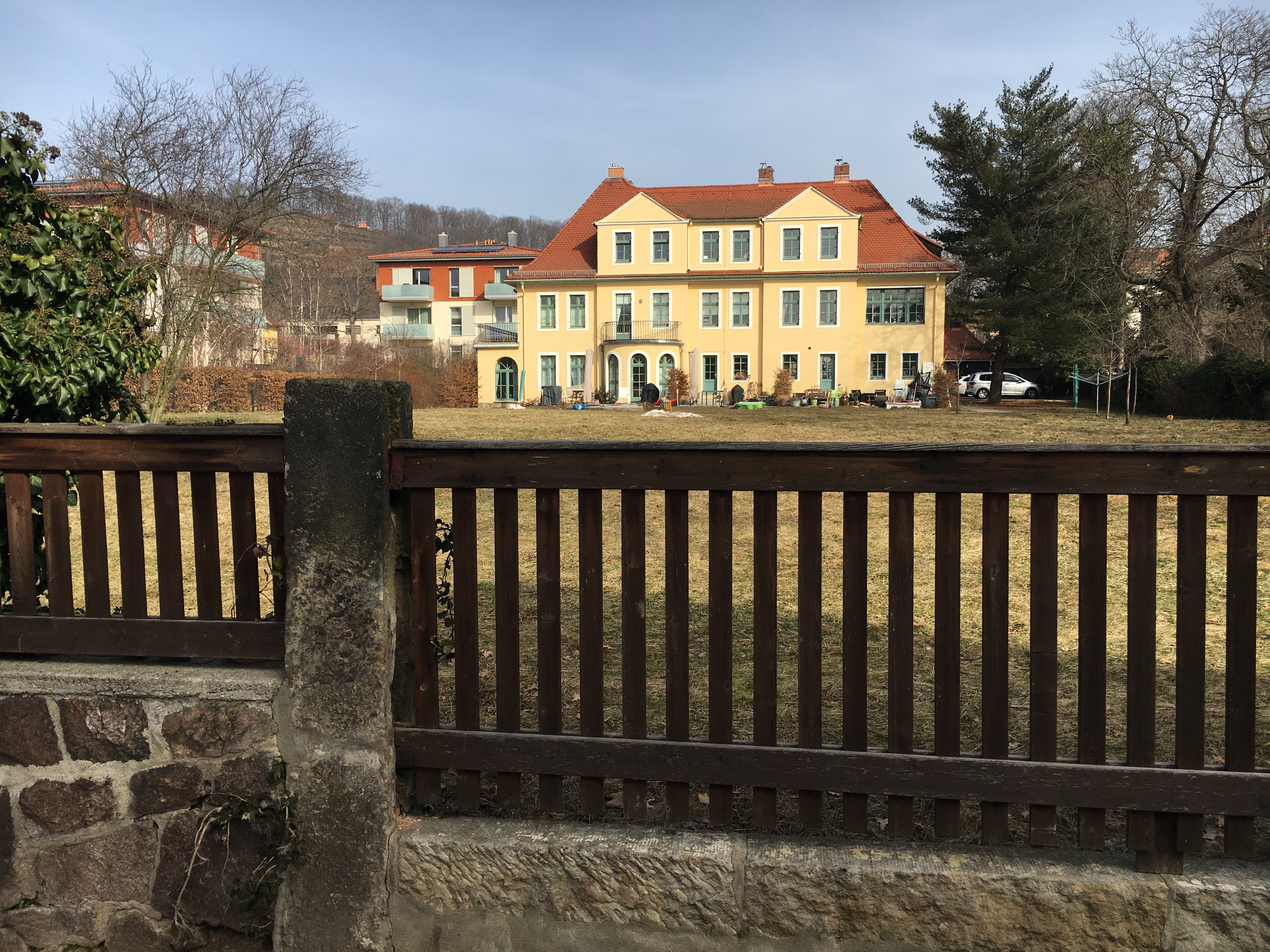
Haus Salem und nachverdichtetes Gelände (2021)

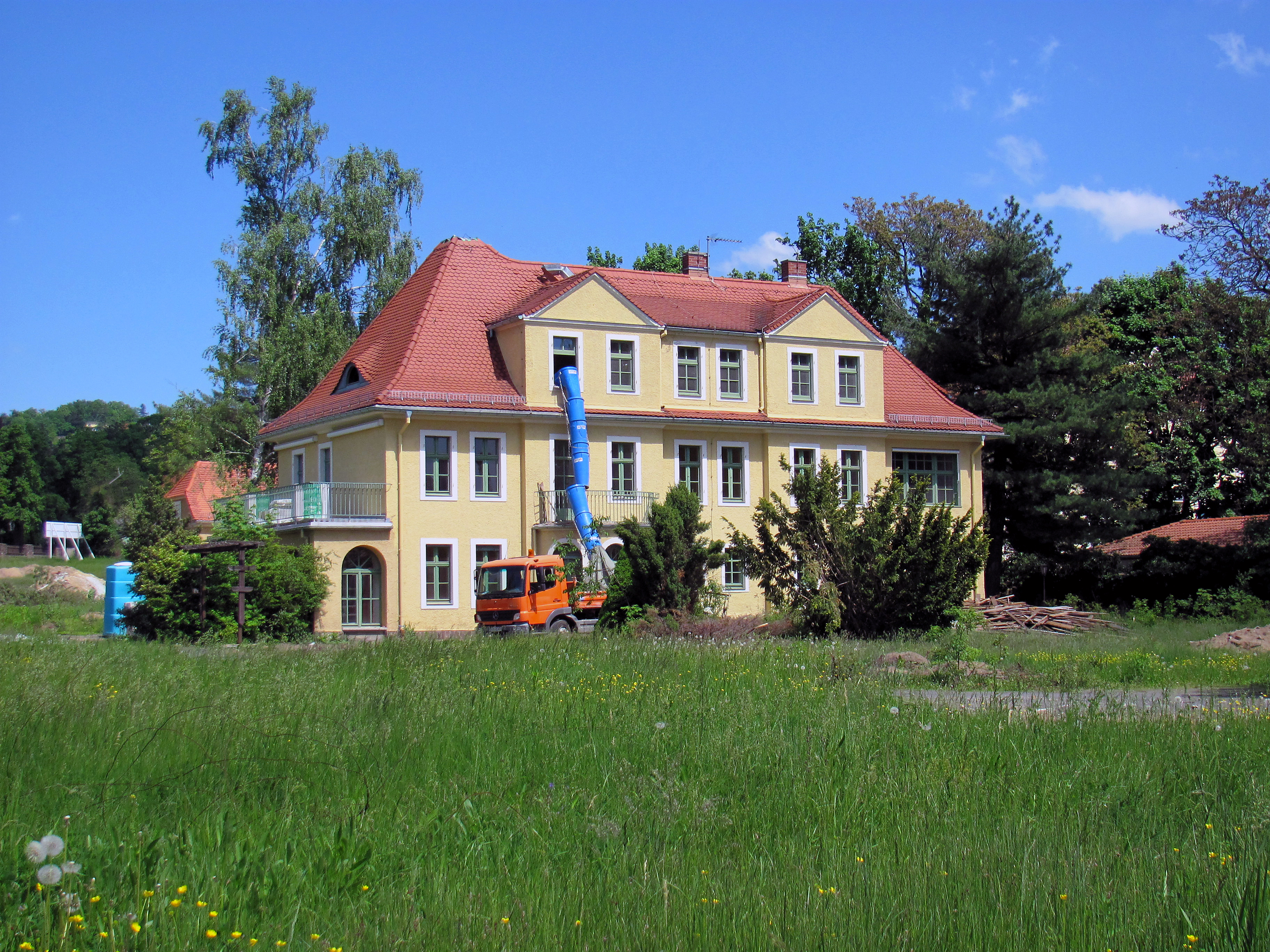
Haus Salem (2013)

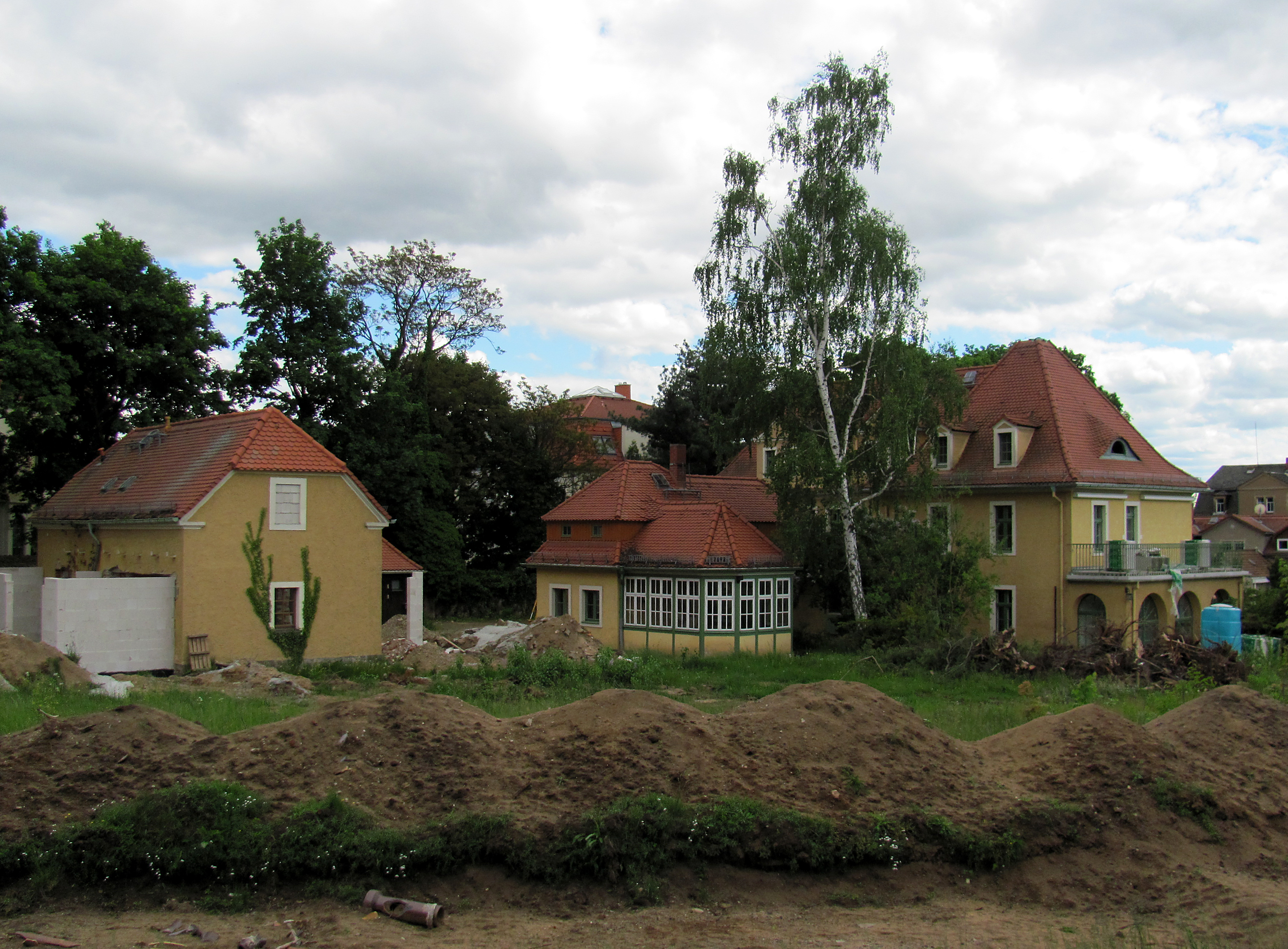
Die Gebäudegruppe Haus Salem, von der Dr.-Rudolf-Friedrichs-Straße aus (2013)

## Beschreibung
Das mitsamt kleinerem Hinterhaus unter Denkmalschutz stehende Landhaus, lange Zeit als Altenheim genutzt, ist ein zweigeschossiges Gebäude mit zehn Fensterachsen in der Hauptansicht sowie zwei dreigeschossigen Risaliten mit Dreiecksgiebeln. Der Putzbau mit hohem Walmdach hat vor seinem linken Risaliten einen halbrunden Söller.
Die westliche Seitenansicht besteht aus einem etwas niedrigeren Baukörper mit Zeltdach. Auf der Gebäuderückseite nach Norden befinden sich ebenfalls zwei Risalite, einer davon mit dem Eingang.
Das für drei Wohnparteien umgebaute Wohnhaus trägt ab spätestens 2017 die Adressen Winzerstraße 34/34a/34b, das kleinere Hinterhaus unmittelbar nördlich trägt die Nr. 34c.

## Geschichte
Der Appellationsgerichtsassessor Ernst Kuhn ließ sich in den Jahren 1871/1872 auf einem großen Grundstück an der Ecke zur Dr.-Rudolf-Friedrichs-Straße durch den Kötzschenbrodaer Baumeister Moritz Große ein eingeschossiges Wohnhaus mit einem zwei Fensterachsen breiten, zweigeschossigen  Mittelrisaliten sowie einer Breite von sechs Fensterachsen  errichten, die heute noch auf der rechten Seite der Hauptansicht nach Süden zu erkennen sind.
Die Diakonissenanstalt Dresden ließ sich 1915 durch die Gebrüder Kießling die Planung für einen Umbau nebst Erweiterung des bestehenden Gebäudes erstellen. Der Rohbau durch das Baugeschäft des einheimischen Baumeisters Alfred Große wurde noch Ende 1915 fertiggestellt. Die Einweihung des fertigen Erholungsheims fand jedoch erst nach dem Ersten Weltkrieg im Januar 1920 statt. Erst ab da übernahm das neue Erholungsheim der Diakonissen den Namen Salem, den bis dahin das bisherige, gegenüberliegende Erholungsheim (Winzerstraße 35) getragen hatte.
Ein Kuhstall auf der Nordseite von Haus Salem, heute als Nebengebäude angesprochen und als Wohnhaus umgenutzt, entstand im Jahr 1924 ebenfalls durch den Baumeister Alfred Große.
Im Jahr 2021 ist die Winzerstraße 32 abgebrochen und beräumt worden. Die großen Grünflächen im Westen des Grundstücks wurden durch einen Investor mit mehreren Häusern überbaut.

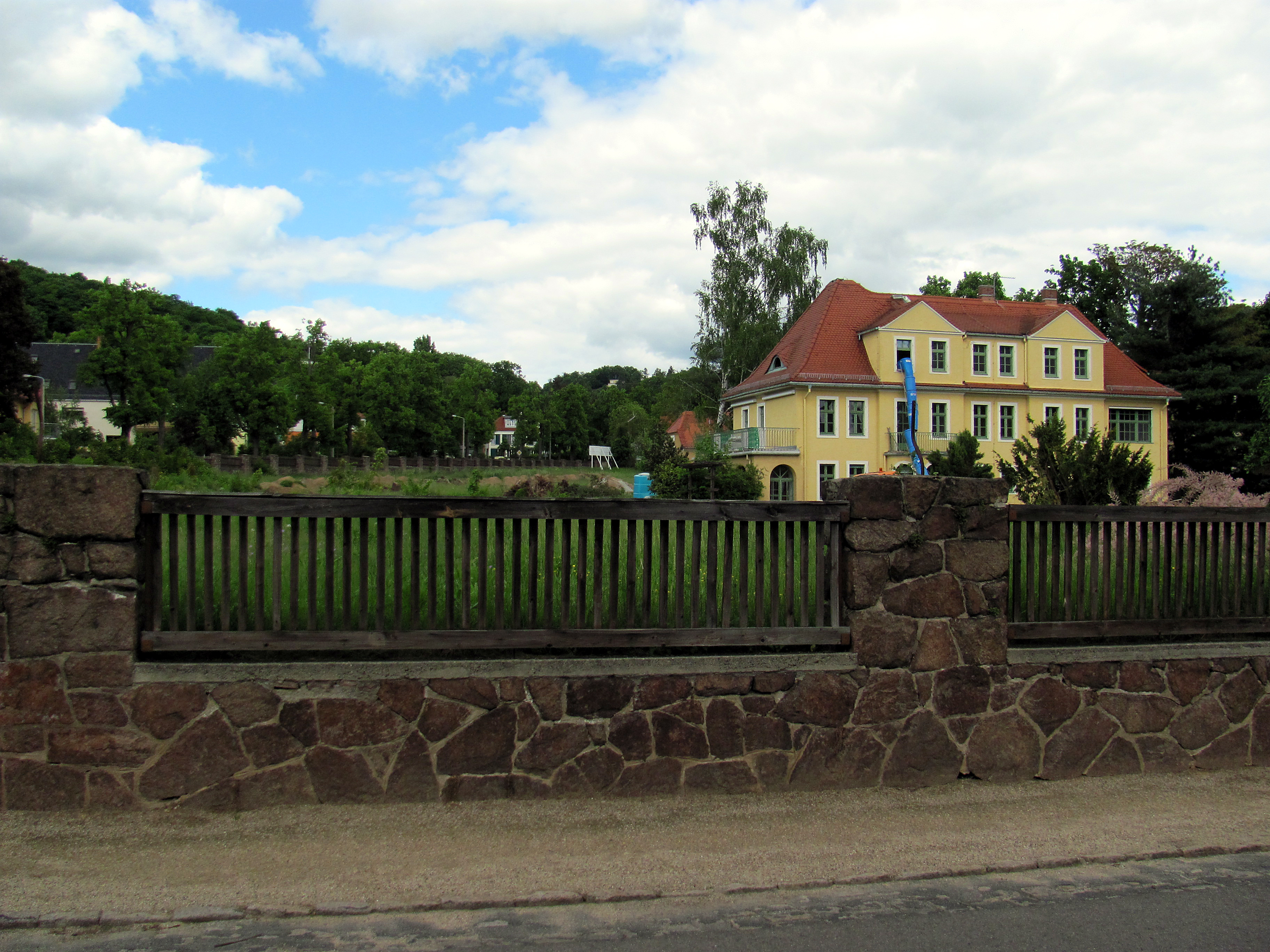
Das große Anwesen von Haus Salem, von der Winzerstraße aus (2013)
Winzerstraße 32 (nach 1900), gleichaussehend wie Haus Salem (rechts dahinter außerhalb des Bildes)
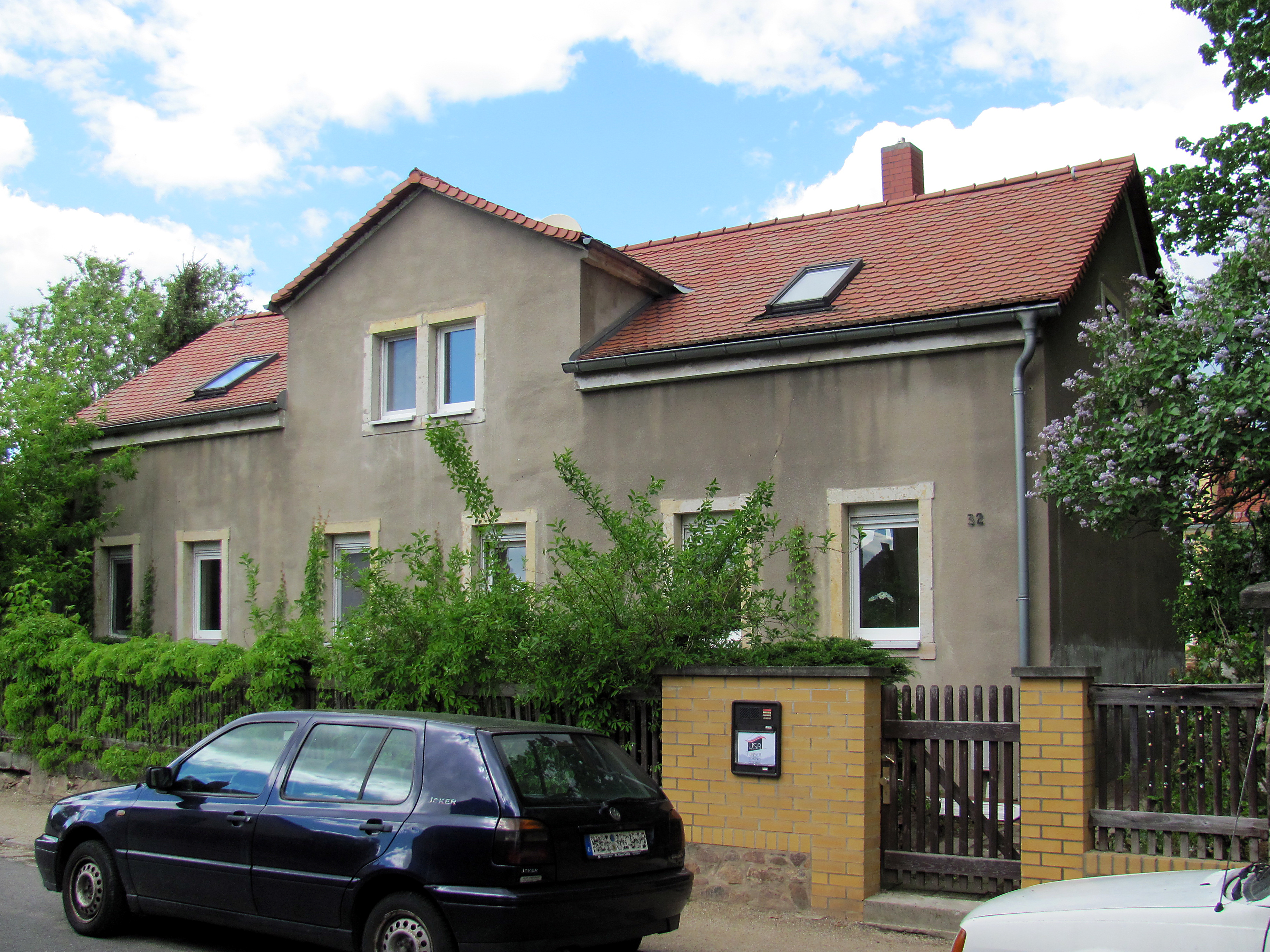
Winzerstraße 32 (2013), wohl gleich mit dem Ursprungsbau im rechten Teil von Haus Salem
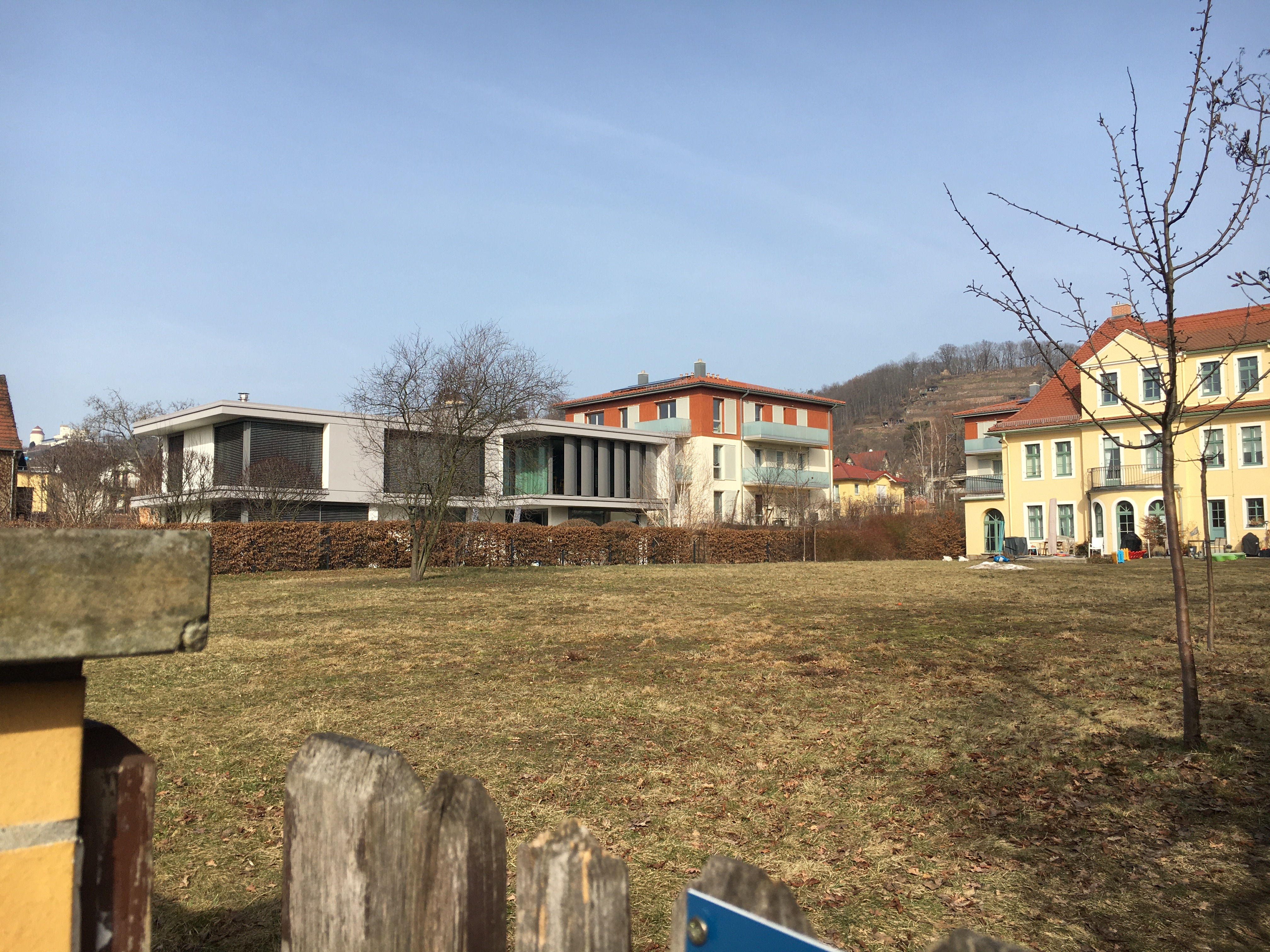
Haus Salem und nachverdichtetes Gelände; Winzerstraße 32 ist abgerissen (2021)